# Jacques Lipchitz

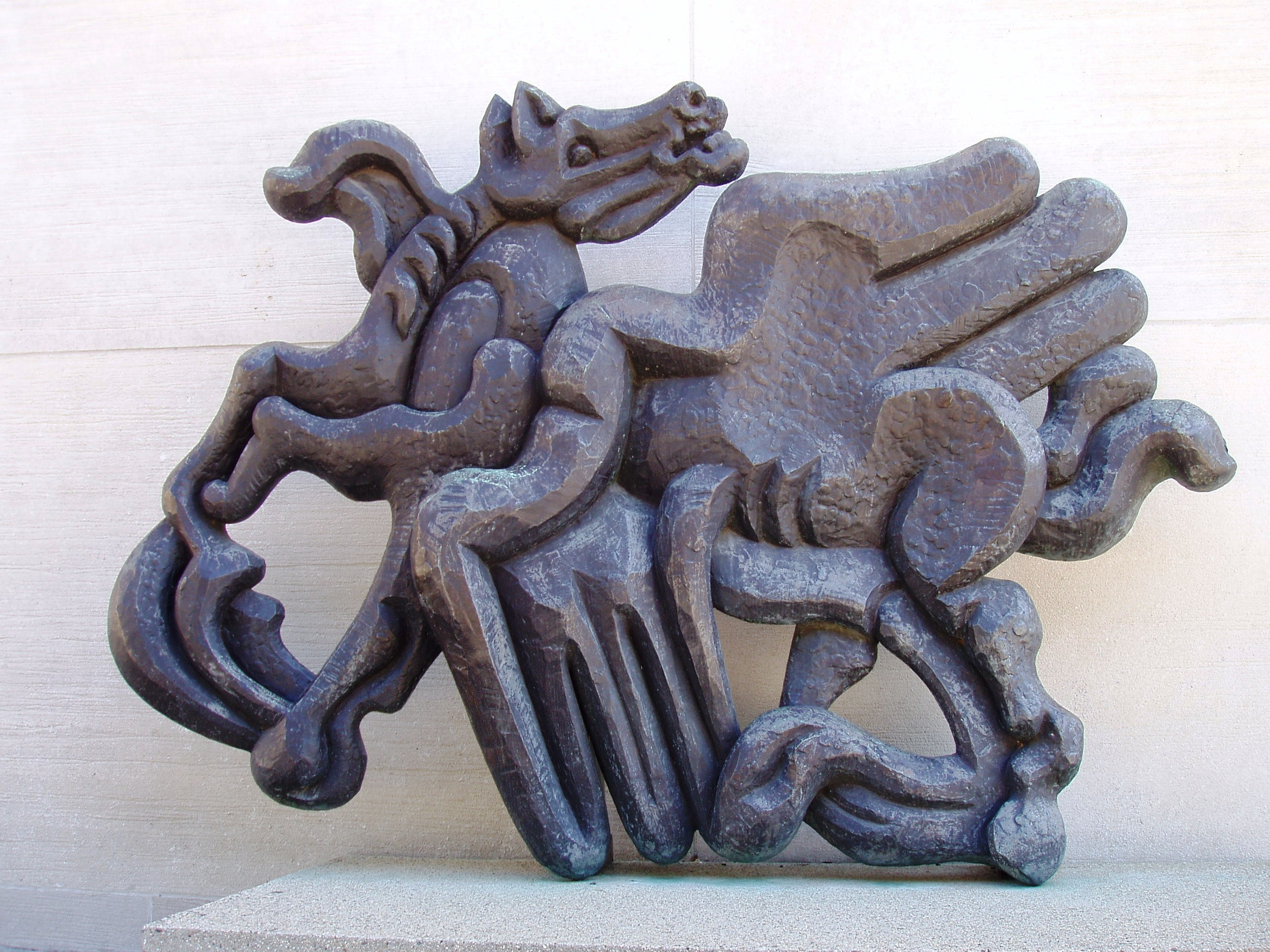
Escultura "Batalha das Musas", parte do acervo permanente do Instituto de Tecnologia de Massachusetts

Jacques Lipchitz (22 de agosto 1891 - 16 de maio de 1973) foi um escultor lituano cubista. Lipchitz nasceu com o nome Chaim Jacob Lipschitz, em uma família de judeus, filho de um empreiteiro em Druskininkai, na Lituânia, na época uma parte do Império Russo. Sob a influência de seu pai, estudou engenharia, mas logo depois, apoiado por sua mãe, mudou-se para Paris (1909) para estudar na École des Beaux-Arts e na Académie Julian.
Foi ali, nas comunidades artísticas de Montmartre e Montparnasse, que ele se juntou a um grupo de artistas que incluíram Juan Gris e Pablo Picasso, bem como seu amigo, Amedeo Modigliani. Vivendo nesse ambiente, Lipchitz logo começou a criar escultura cubista.
Com a ocupação alemã do território francês durante a Segunda Guerra Mundial e a deportação de judeus para os campos de extermínio nazistas, Jacques Lipchitz teve que fugir da França. Com a ajuda do jornalista americano Varian Fry em Marselha, ele escapou do regime nazista e foi para os Estados Unidos. Lá, ele finalmente se estabeleceu em Hastings-on-Hudson, Nova Iorque.
Começando em 1963, ele voltou para a Europa durante vários meses de cada ano e trabalhou em Pietrasanta, na Itália. Jacques Lipchitz morreu em Capri, Itália. Seu corpo foi levado a Jerusalém para o enterro.